# Тыргетуй (Иркутская область)
Тыргетуй (бур. Тэргэтэй) — село в Аларском районе Усть-Ордынского Бурятского округа Иркутской области. Административный центр муниципального образования «Тыргетуй».

## Происхождение названия
Название Тыргетуй производится от бурятского тэргэ — «телега», тэргэтэй — «тележный». Возможно, название было связано с появлением у жителей населённого пункта телег. Аналогичный топоним в Забайкальском крае объясняется также бурятским, монгольским или эвенкийским тургеэн, тургитэ  — «быстрый», «бойкий», а также бурятским именем Тюрген.

## География
Село находится на расстоянии 32 км к востоку от посёлка Кутулик, административного центра района.

## Население
| 2002 | 2010 | 2011 | 2012 |
| ---- | ---- | ---- | ---- |
| 624  | ↘468 | ↘466 | ↘463 |

## Улицы
| - ул. Молодёжная, - ул. Новая, - ул. Советская, | - ул. Центральная, - ул. Школьная, - ул. Юбилейная. |